# トルコ東部地震 (2011年10月)
トルコ東部地震（トルコとうぶじしん）は、2011年10月23日13時40分（UTC+3、EEST）ごろ、トルコ東部のイラン国境に近いヴァン県の県都ヴァン近郊で発生したマグニチュード7.1（USGS暫定値）とされる地震である。発生当初、トルコのカンディルリ天文台地震観測所は500人から1000人の死者が出る可能性があるとの見解を発表した。

## 地学的所見
アナトリアプレート内の地震ではなく、東側のユーラシアプレートとアラビアプレートとの衝突帯域で発生した地震。1976年には近隣でM7.3の地震も発生している。

## 被害程度
トルコのベシル・アタライ副首相によれば、建物約45棟が倒壊した。ワン近郊のエルジシュでは、学生寮を含む約30棟が崩れ落ち、近隣住民が手作業でがれきを除く作業をしている。エルドアン首相は、同日予定を変更して被災地に向かうことを決め、軍を動員して救援活動を指示した。また、ワン空港が大きな被害を受けた。
被災地域に於ける通信状態は悪化し、停電も発生している。

## 反応

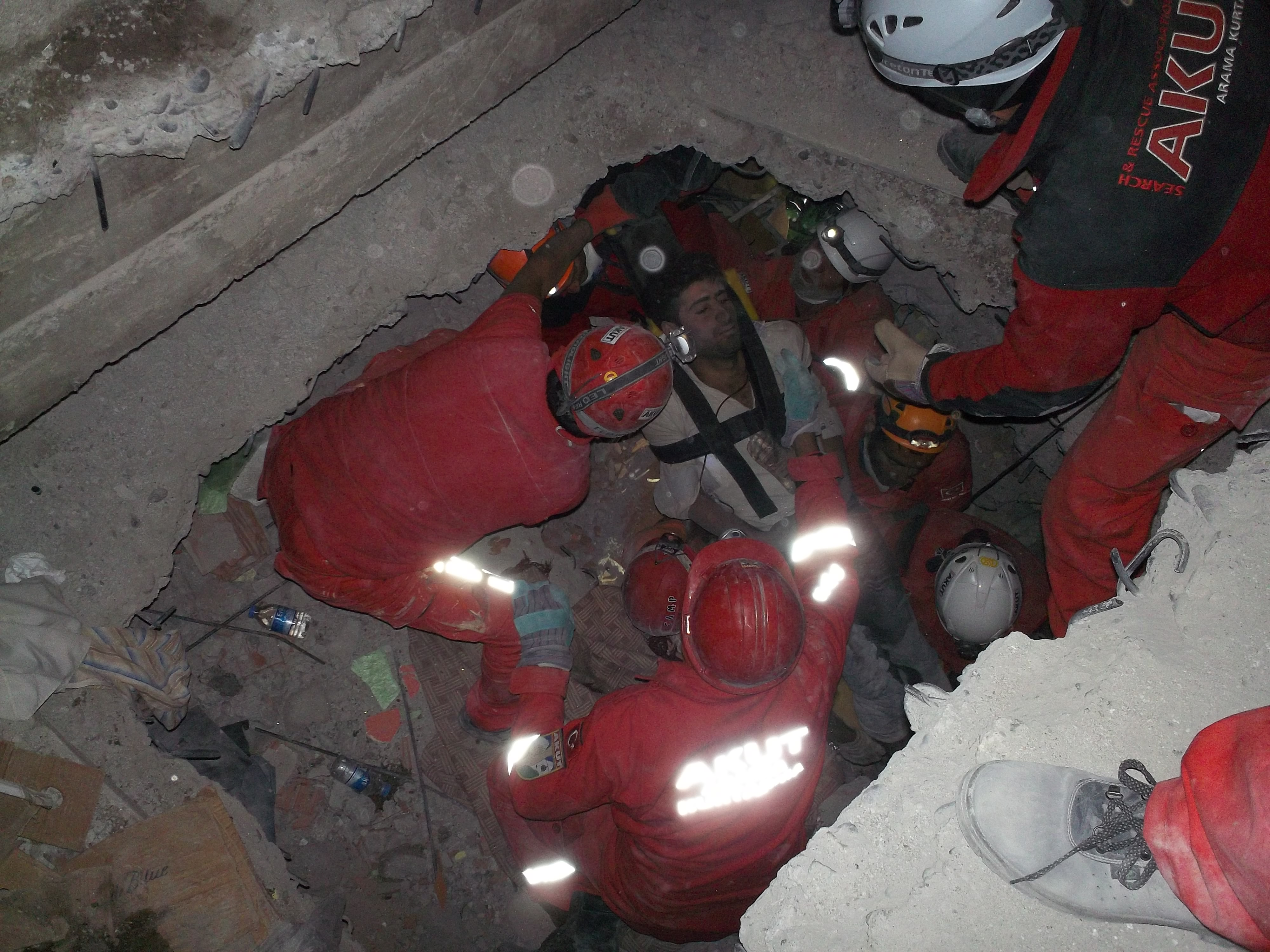
AKUT捜索救出協会による救出活動 (2011年10月25日).

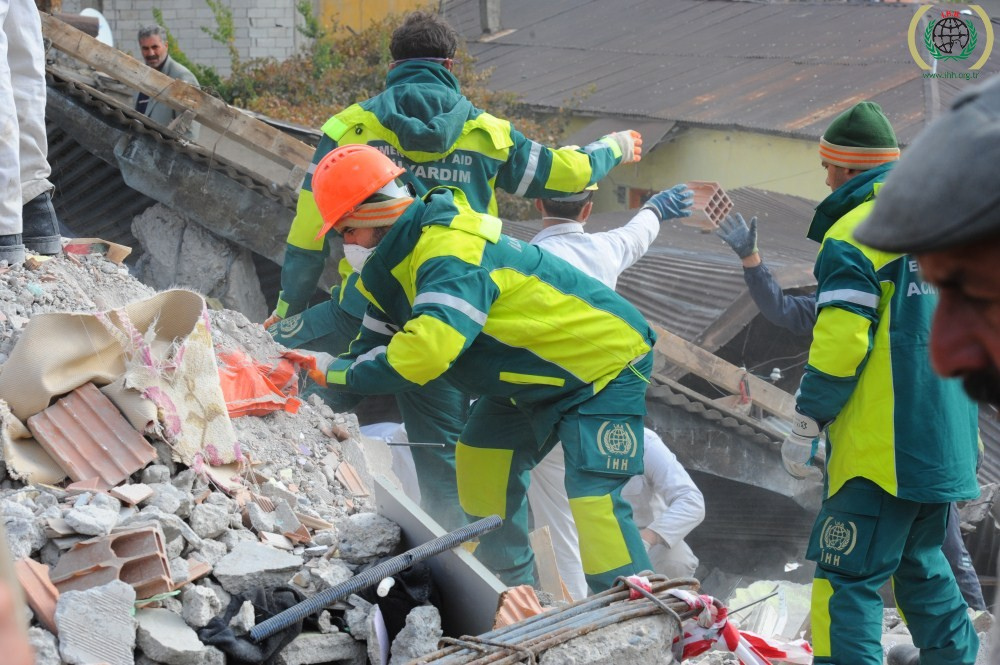
IHH人道救助基金が生存者が居ないか瓦礫を撤去して構造物を捜索

10月23日から、トルコ政府は災害対応のため、スタッフ1275人、車両174台、医療スタッフ290人、救急車43台、航空救急要員に6台投入した。地元民は救出活動に加わり、素手で参加する者も居た。 生存者や野党の政治家たちは政府の危機管理を批判した。
10月27日、トルコ災害緊急事態管理局の災害緊急事態理事会は1300万トルコリラ（約700万米ドル）が緊急救助活動のために送られたと発表した。また、860万トルコリラ（500万米ドル弱）が慈善団体を経由して寄付された。
10月27日時点で、3826人の捜索要員、医療スタッフ904人、捜索犬18頭、建設機材・機械651台（うち救急車146台、7台のドクターヘリ、発電機46台、プロジェクター77台、簡易トイレ95個、移動キッチン37台、キッチンセット3051台、触媒ストーブ6359台、移動式オーブン1台）が送られた。
トルコ赤新月社がテント25,185張りを送り分配された。集合シェルターテント10張り、プレハブ住宅60軒、メブラーナ仮設住宅90軒も組み立てられた。ブランケット109,986枚、上掛け1,150枚、寝袋5,109巻。また1日3度温かい食事が提供された。また、30のフィールドテントが張られ、公共サービスや心理的なトラウマ対策支援が行われた。

### 世界の反応
EUとNATOは哀悼の意を述べ、トルコへの支援を申し出た。 北キプロス・トルコ共和国も弔辞を送った。アルメニア大統領セルジ・サルキシャンはギュル大統領に弔辞を送り即時支援を申し出た。
アルメニア、アゼルバイジャン、ブルガリア、中国、デンマーク、グルジア、ドイツ、ギリシャ、ハンガリー、イラン、アイルランド、イスラエル、日本、コソボ、ニュージーランド、パキスタン、ポーランド、大韓民国、スウェーデン、スイス、台湾、ウクライナ、イギリス、アメリカも地震後トルコ支援を申し出た。アメリカのバラク・オバマ大統領は声明の中で「私たちは難しい時を迎えた盟友トルコと共にいて、トルコ当局を支援する」と述べた。

## 救助活動
最初の救援がアゼルバイジャンから届いたが、10月23日、トルコは、隣国のアゼルバイジャンを除くすべての国の援助を辞退したと発表した。ギュル大統領は、トルコの救援チームだけでこの災害に対処できると述べた。
地元選出の国会議員でもあるクルド系野党「平和民主党」の副代表ナズミ・ギュル(Nazmi Gür)は、クルド人の多く住むこの地域の救助活動が「政府の差別的対応により遅れた」と主張している。

## 11月9日の余震
2011年11月9日、同じくワン県で地震が起き、複数の人的被害が発生した。